# مالوما
خوان لوئیس لُندونیو آریاس (اسپانیایی: Juan Luis Londoño Arias‎؛ زادهٔ ۲۸ ژانویهٔ ۱۹۹۴) شناخته‌شده با نام مالوما یک خواننده، ترانه‌سرا و تهیه‌کننده موسیقی اهل کلمبیا است. وی با شرکت‌های موسیقی سونی میوزیک و سونی میوزیک لاتین قرارداد بسته است. وی تا کنون هفت آلبوم با نام‌های Magia ، Fame ، 11pm ، ،Papy Juancho ،Pretty boy Dirty boy، ،PB.DB ،7DJ منتشر کرده است و همچنین با خوانندگان مشهوری همچون ریکی مارتین، جنیفر لوپز، جی بالوین و شکیرا همکاری داشته.

## جوایز و نامزدی‌ها
| سال  | جایزه                      | دسته بندی                        | کار              | نتیجه    |
| ---- | -------------------------- | -------------------------------- | ---------------- | -------- |
| ۲۰۱۲ | Premios Shock              | بهترین هنرمند جدید               | خودش             | نامزدشده |
| ۲۰۱۳ | Premios Shock              | بهترین ترانه رادیو               | "La temperatura" | برنده    |
| ۲۰۱۳ | جوایز موسیقی ام‌تی‌وی اروپا  | بهترین هنرمند لاتین مرکزی        | خودش             | نامزدشده |
| ۲۰۱۳ | جایزه گرمی لاتین           | بهترین هنرمند جدید               | خودش             | نامزدشده |
| ۲۰۱۴ | Premios Nuestra Tierra     | Urban Interpretation of the year | "La temperatura" | برنده    |
| ۲۰۱۴ | MTV Millennial Awards      | هنرمند کلمبیایی سال              | خودش             | برنده    |
| ۲۰۱۴ | MTV Millennial Awards      | ستاره لاتین در اینستاگرام        | خودش             | نامزدشده |
| ۲۰۱۴ | MTV Millennial Awards      | Millennial + Hot                 | خودش             | نامزدشده |
| ۲۰۱۴ | Premios Tu Mundo           | Song starts holiday              | "La temperatura" | نامزدشده |
| ۲۰۱۴ | جایزه موسیقی آمریکای لاتین | بهترین هنرمند جدید (Urban)       | خودش             | نامزدشده |